# Marguerite Naseau
Marguerite Naseau (parfois orthographié « Nezot »), surnommée la « première fille de la charité », est née le 6 juillet 1594 et mourut fin février 1633.

## Biographie
Jeune vachère de Suresnes, près de Paris, elle voulut apprendre à lire et à écrire pour être en mesure d'enseigner aux petites filles des villages environnants. Elle acheta un alphabet et, en demandant au curé de Suresnes, au vicaire et à toute personne qui savait lire, comment se prononçaient les lettres et les mots, elle parvint à savoir lire. Les moqueries de son entourage ne faisaient que renforcer sa détermination, malgré les jeûnes forcés et les longues marches dans la campagne.
Elle rencontra à Villepreux saint Vincent de Paul qui la présenta à sainte Louise de Marillac. Marguerite Naseau devint bientôt une proche collaboratrice de saint Vincent de Paul qui la tient pour la « première sœur de la charité » dans la nouvelle congrégation religieuse qu'il fonda en 1633 avec sainte Louise de Marillac : les « Filles de la charité de Saint Vincent de Paul ». Comme institutrice ou infirmière, elle se dévoua toute sa vie auprès des plus pauvres, qui ne manquaient pas en cette période du début de la guerre de Trente Ans.
Elle n'hésita pas à céder son lit de Saint-Nicolas-du-Chardonnet à une pestiférée, dont elle contracta bientôt le mal. Elle fit joyeusement ses adieux à la communauté et se dirigea simplement vers l'hôpital Saint-Louis (Paris), où elle mourut peu après, à l'âge de 39 ans.
À Suresnes, une place porte son nom et deux vitraux lui sont consacrés dans l'église du Cœur-Immaculé-de-Marie :

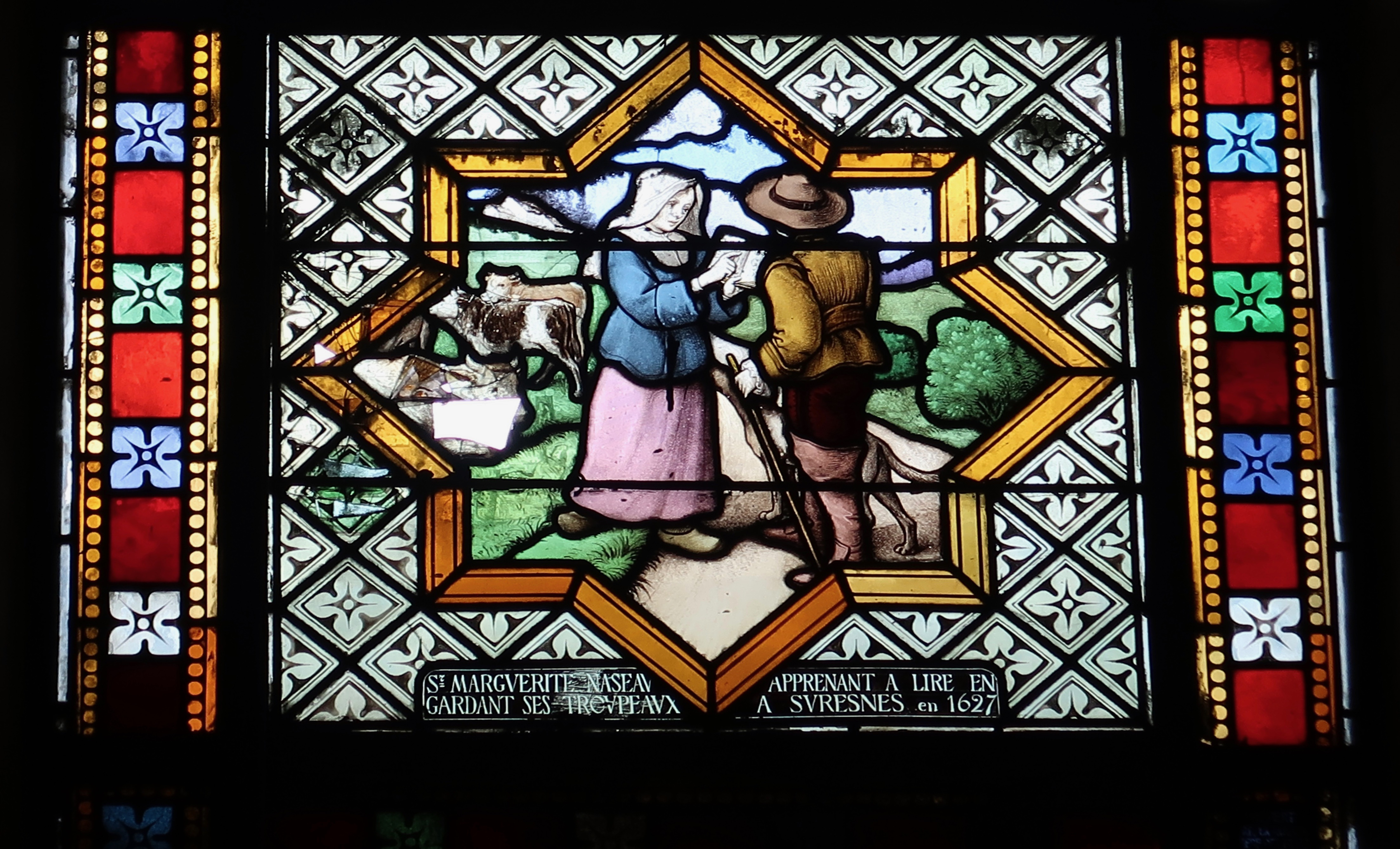
« Sœur Marguerite Naseau apprenant à lire en gardant ses troupeaux à Suresnes en 1627 ».
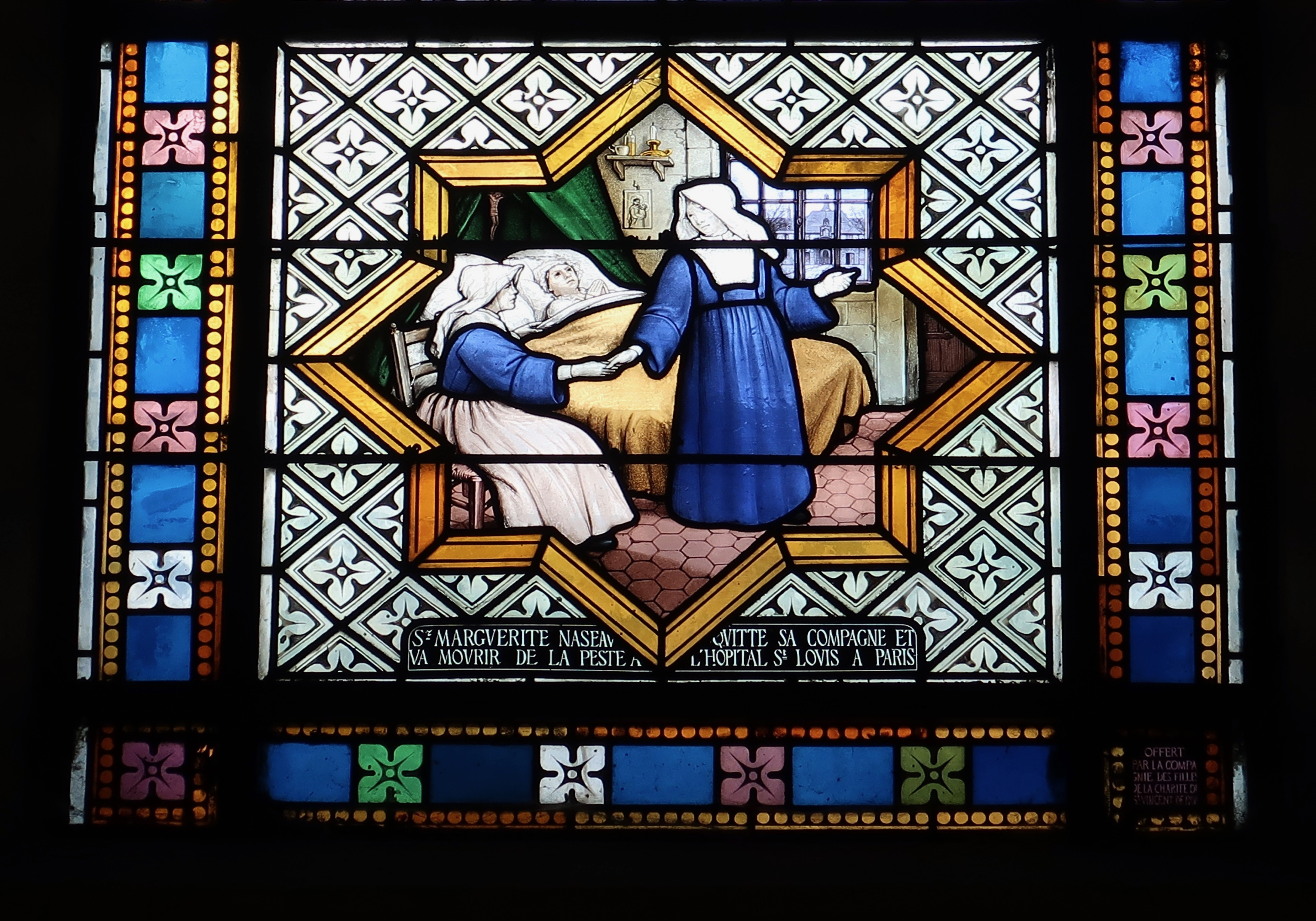
« Sœur Marguerite Naseau quitte sa compagne et va mourir de la peste à l'hôpital Saint-Louis à Paris ».

À Clichy, un établissement scolaire catholique (école et collège), ouvert en 2020, porte son nom : « Soeur Marguerite », et un vitrail (du début du XXIe siècle) de l'église Saint-Médard lui est consacré.
L'ouverture de son procès en canonisation est souhaitée par l'évêque de Nanterre. Le 16 janvier 2020, la congrégation pour la Cause des saints autorise le transfert de compétence du diocèse de Paris au diocèse de Nanterre à cette fin.